# Calonne-Ricouart
Calonne-Ricouart là một xã của tỉnh Pas-de-Calais, thuộc vùng Hauts-de-France, miền bắc nước Pháp.

## Dân số
| 1962                                                           | 1968 | 1975 | 1982 | 1990 | 1999 |
| -------------------------------------------------------------- | ---- | ---- | ---- | ---- | ---- |
| 9323                                                           | 9954 | 8534 | 7545 | 6585 | 5989 |
| Census count starting from 1962: Population without duplicates |      |      |      |      |      |

## Nhân vật
- Maryan Wisnieski, cầu thủ bóng đá Pháp.